# Zhang Guangjun
Zhang Guangjun (en chino: 張光軍; 2 de abril de 1975) es un deportista chino que compitió en judo. Ganó dos medallas de bronce en el Campeonato Asiático de Judo en los años 1995 y 1999.

## Palmarés internacional
| Campeonato Asiático | Campeonato Asiático | Campeonato Asiático | Campeonato Asiático |
| Año                 | Lugar               | Medalla             | Categoría           |
| ------------------- | ------------------- | ------------------- | ------------------- |
| 1995                | Nueva Delhi (India) | Medalla de bronce   | –65 kg              |
| 1999                | Wenzhou (China)     | Medalla de bronce   | –66 kg              |